# Agrostis perennans
Agrostis perennans là một loài thực vật có hoa trong họ Hòa thảo. Loài này được (Walter) Tuck. mô tả khoa học đầu tiên năm 1843.

## Hình ảnh

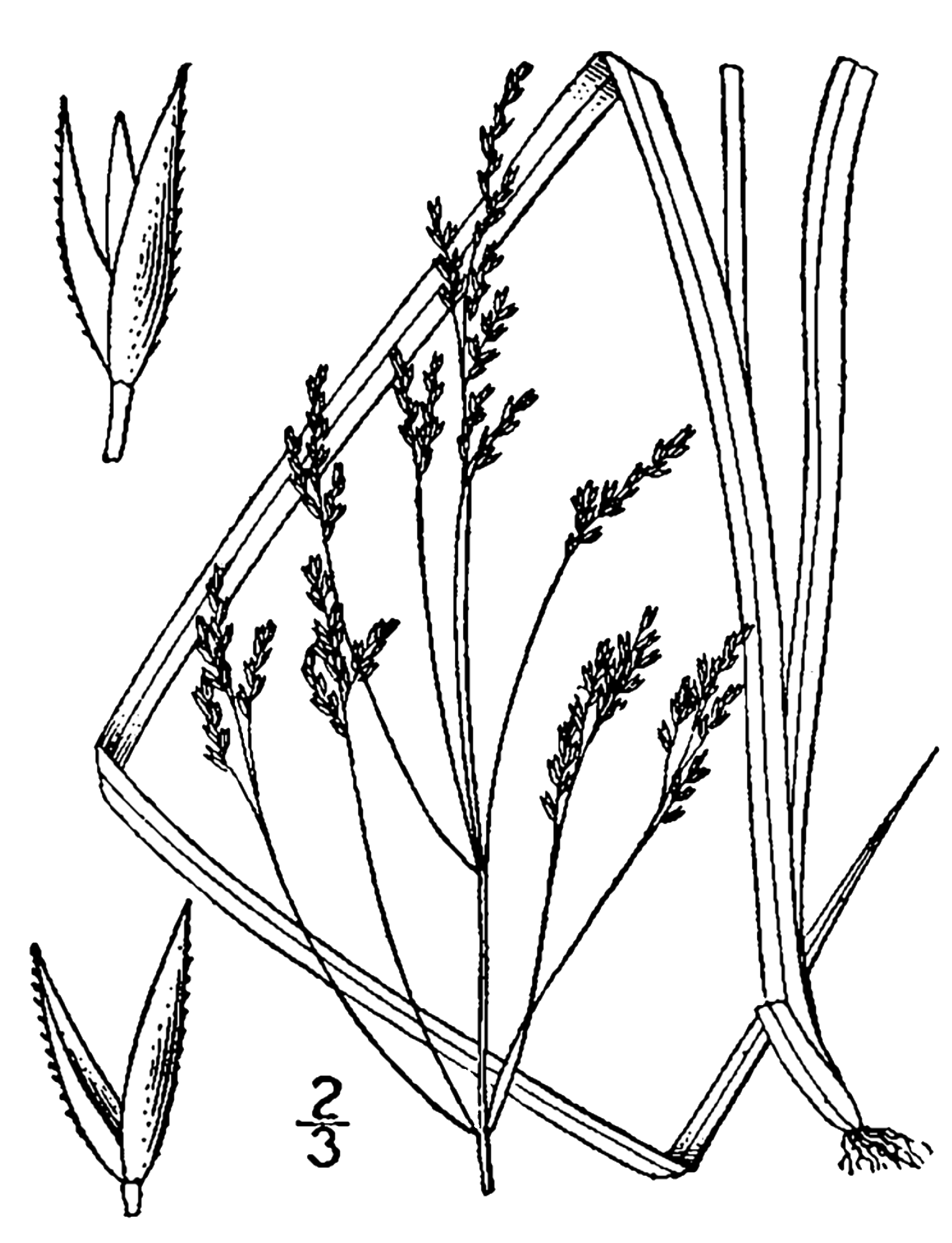
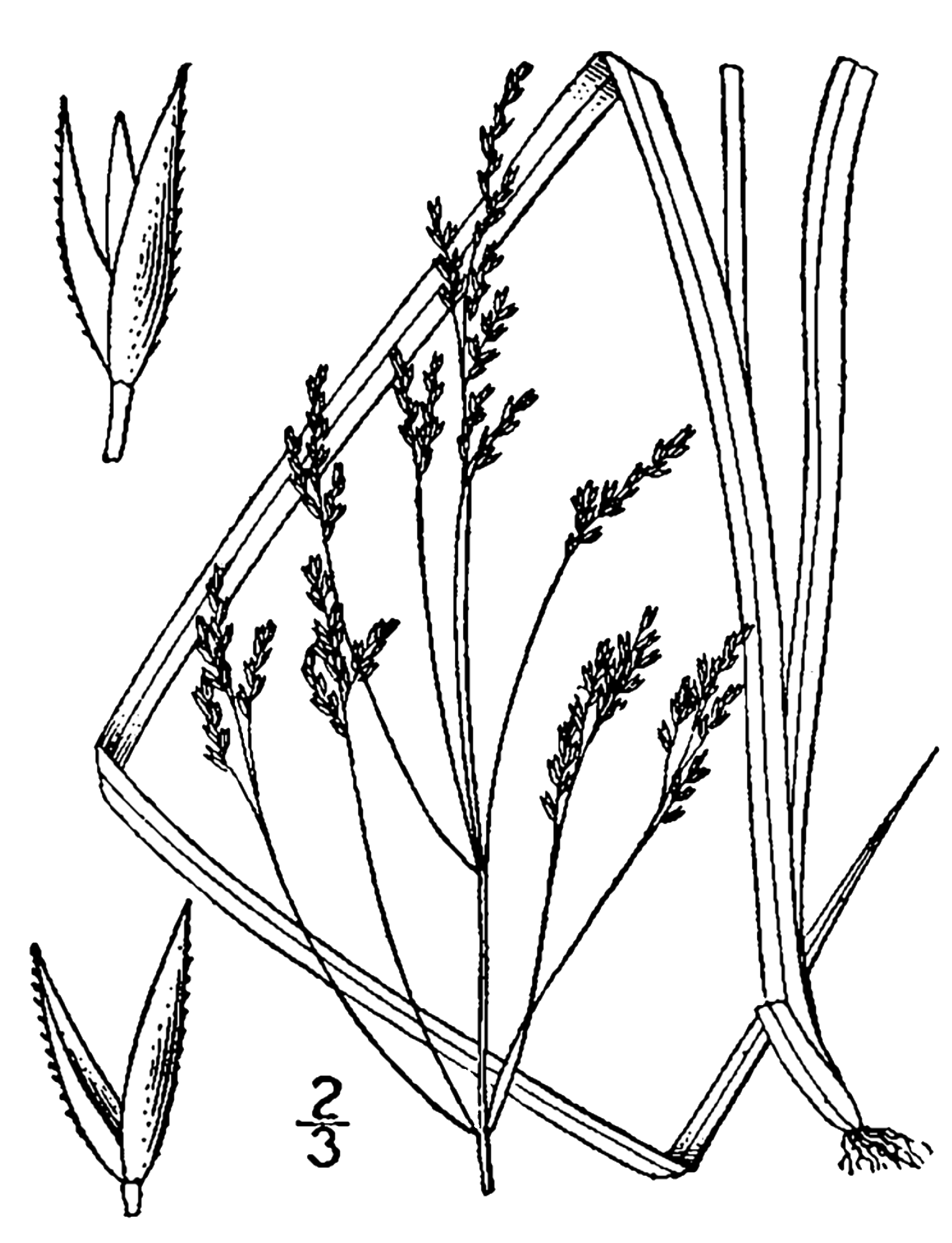
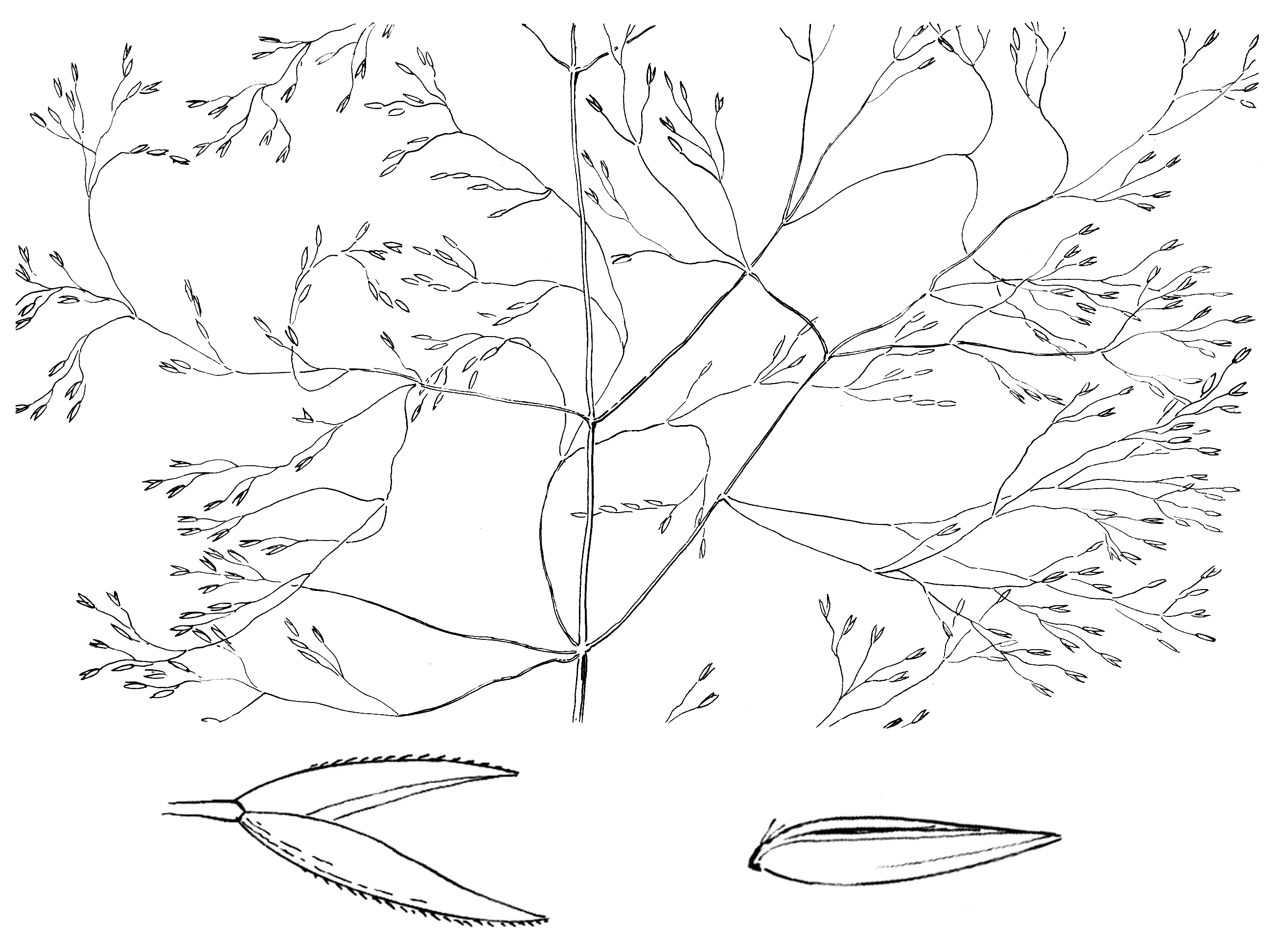